# Carlos Espinoza (Fußballspieler)
Carlos Enrique Espinoza Marambio (* 21. April 1928 in Caleta Abarca, Viña del Mar; † 25. Februar 2024 in Puerto Montt) war ein chilenischer Fußballspieler. Der Torwart absolvierte drei Länderspiele für Chile.

## Vereinskarriere
Carlos Espinoza debütierte 1948 in der Primera División bei Everton. Mit dem Klub aus Viña del Mar gewann Espinoza die Meisterschaften 1950 und 1952. Nach elf Jahren beim Hafenklub wechselte er in die Nachbarstadt Valparaíso zu den Santiago Wanderers. Mit den Wanderers wurde Espinoza 1959 Pokalsieger und beendete dort 1960 seine Karriere. Espinoza spielte danach noch für den regionalen Klub Federico Schwager.

## Nationalmannschaft
Carlos Espinoza wurde für die Südamerikameisterschaften 1955 und 1956 als Ersatztorwart hinter Misael Escuti nominiert. Während Espinoza beim Heimturnier 1955 nicht zum Einsatz kam, debütierte er 1956 in Uruguay beim 4:3-Erfolg über Peru und spielte zudem beim 2:0-Sieg gegen Paraguay. La Roja belegte hinter Uruguay den zweiten Turnierplatz.
Bei der Panamerikameisterschaft 1956 im März spielte Carlos Espinoza im letzten Gruppenspiel bei der 1:2-Niederlage gegen Mexiko. Das Spiel war sein drittes und zugleich letztes Länderspiel.

## Erfolge
Everton
- Chilenischer Meister: 1950, 1952

Santiago Wanderers
- Chilenischer Pokalsieger: 1959